# Делимитатив
Делимитатив или лимитатив — грамматическое значение глагола, принадлежащее к семантической зоне аспекта. По определению В. А. Плунгяна, показатели делимитатива используются для обозначения «длительной, но ограниченной во времени» («вложенной в окно наблюдения») ситуации.

## Общая характеристика
В современной аспектологии общепринятой является такая точка зрения, что аспектуальные категории описывают отношение отрезка, которое ситуация занимает на временной оси (время ситуации), к отрезку, относительно которого делается утверждение (время ассерции). Тогда граммема делимитатива сообщает, что ситуация полностью вложена во время ассерции.
Показатели делимитатива лучше всего сочетаются с непредельными предикатами, то есть теми, которые не имеют естественного предела (ситуация мыть посуду заканчивается заключительной фазой вымыть посуду, тогда как ситуация гулять в парке такой фазы не имеет). Однако сочетания с предельными тоже нередки (см. поубирать комнату, почитать книгу и т. д.). Важным является то, что ситуация в любом случае реинтерпретируется как непредельная, отсюда и странное для славянских языков сочетание непредельности и совершенного вида.
Чаще всего делимитативное значение выражается одним показателем кумулятивно вместе с другими аспектуальными значениями, как видно из примеров, представленных ниже. Делимитатив иногда входит в состав такого аспектуального кластера, как перфектив.

## Делимитатив в языках мира

### Русский и другие славянские
В русском языке есть две приставки, про которые обычно утверждается, что они несут в себе делимитативный компонент: по- и про-:
(1) Он погулял три часа.
(2) Вася прогулял весь день.
Однако первая имеет дополнительный семантический компонент малой длительности ситуации, а вторая — наоборот, ненормально большой длительности (Вася из примера (2) гулял дольше, чем от него ожидалось). Аспектуальное значение, выражаемое глаголом из второго примера, иногда ещё называют пердуративом.
Кроме того, делимитативное значение могут выражать формы несовершенного вида, например, Я читал полчаса.
Аналогичное значение имеют однокоренные приставки, а также формы НСВ в других славянских языках, в первую очередь, в восточнославянских, болгарском и польском, в остальных славянских языках делимитатив не так продуктивен. Формы с этими приставками нередко имеют другую дистрибуцию и морфосинтаксис, нежели чем в русском (сочетаемость с обстоятельствами времени и т. д.). См. примеры:
(3) Мы *посидели в приемной час и в пять часов ещё продолжали здесь сидеть.
(4) Poseděli jsme hodinu v recepci a ještě o páté jsme tam seděli (чешский)
(5) Posiedzieliśmy godzinę i o piątej jeszcze tutaj siedzieliśmy (польский)
(6) Они *посидели / просидели целый вечер, пока не зазвонил колокол, оповещая о полуночной мессе.
(7) Celý večer poseděli, až zvonili na půlnoční (чешский)

### Литовский
Согласно работе П. М. Аркадьева, делимитативное значение имеют некоторые литовские дериваты с приставкой pa-.
(8) J-ie dar valandėl-ę pa-sėdėj-o drauge…
3-NOM.PL.M ещё минутка-ACC.SG PRV-сидеть-PST вместе
‘Они ещё минутку посидели вместе’

### Английский
В английском делимитативное значение выражается формой Past Simple, обстоятельства длительности делают форму Past Simple достаточно однозначной.
(9) The girls danced.
‘Девочки танцевали’
(10) I read a book for a couple of hours.
‘Я почитал книгу пару часов’

### Французский
Во французском, как и в некоторых других романских языках, ситуации в прошлом, временной интервал которых эксплицитно определён, обязательно кодируются Passé composé или Passé simple (=перфективным претеритом). Imparfait в таких контекстах запрещён. В русском языке эквиваленты этих фраз чаще всего содержат глагол несовершенного вида.
(11) J’ai couru pendant deux heures
‘Я бежал два часа’

### Мокшанский
В мокшанском языке делимитативное значение имеет сериальная конструкция с глаголом tijəms 'делать', который «наследует» значения категорий времени, лица и числа от смыслового глагола.
(12) S'in' luv-s't' tij-s't'
Они читать-PST.3SG делать PST.3SG
'Они немного почитали'